# 阿爾巴尼亞民間低聲複音音樂
阿尔巴尼亚民间低声复音音乐是传统阿尔巴尼亚音乐的组成部分，并因此入选联合国教科文组织非物质文化遗产名录。
阿尔巴尼亚的四个地区都有自成体系的复调音乐，在该国北部、佩什科比；科索沃的卡查尼克、马其顿的泰托沃、基切沃和戈斯蒂瓦尔以及黑山南部都可以听到。
自1968年起，每隔五年在十月举行的吉诺卡斯特全国民间音乐节常有复调音乐演出。